# A posteriori
A posteriori (łac. „z następstwa”) – w filozofii termin będący przeciwieństwem wyrażenia a priori, oznaczający tyle co: "po fakcie" tudzież "w następstwie faktu". Odnosi się on do poznania powstałego na doświadczeniu – rozumowania o czymś drogą indukcji ("od szczegółu do ogółu"), wskutek percepcji jakiegoś faktu. Od zwrotu a posteriori powstała nazwa aposterioryzm, która jest synonimem empiryzmu.